# Poynár-ház
A nagyváradi Poynár-ház műemlék épület Romániában, Bihar megyében. A romániai műemlékek jegyzékében a BH-II-m-B-01049 sorszámon szerepel.

## Története
A terveket 1907 januárjában hagyta jóvá a városi közgyűlés. A kivitelezést is a tervező Sztarill Ferenc végezte, s a ház oly gyorsan elkészült, hogy 1907 novemberében már beköltöztek.

## Leírása
A kétemeletes sarokház mindkét oldala szimmetrikus. Visszaköszön, hogy a tervező dolgozott a Komor-Jakab építészpárosnak, több helyen is a Fekete Sas palota megoldásait láthatjuk. A földszint síkjából kiugró két emeletet a félemeleten ívelten előrehajló konzolsor tartja. Az első emelet ablakai egyenes, a másodiké félköríves lezárásúak. Az ablakkereteket gombok díszítik. A homlokzatot egykor gazdagon díszítő majolikalapokból mára szinte semmi nem maradt. Az oromzati padlásablakot virágcsokor formájú vakolatdíszek veszik körbe. Az épület fő látványossága a sarok kialakítása. Mindkét emeleten félkörös erkély díszíti, fölöttük a sarki, féloszlopokkal díszített torony, tetején karcsú hagymakupolával. A tetőzet pala borítású. 